# Скоробагатьки
Скоробага́тьки — село в Україні, у Миргородському районі Полтавської області. Населення становить 437 осіб. Входить до складу Сенчанської сільської громади.

## Географія
Село Скоробагатьки знаходиться на лівому березі річки Сулиця, вище за течією на відстані 1 км розташоване село Ісківці, нижче за течією на відстані 3 км розташоване село Ждани.

## Історія
На 1731 рік у складі Лохвицької сотні Лубенського полку, 32 двори.
Під час проведеного радянською владою Голодомору 1932—1933 років померло щонайменше 274 жителі села.
До 2020 року орган місцевого самоврядування — Ісковецька сільська рада.

## Населення

### Мова
Розподіл населення за рідною мовою за даними перепису 2001 року:
| Мова       | Кількість | Відсоток |
| ---------- | --------- | -------- |
| українська | 430       | 98.40%   |
| російська  | 5         | 1.14%    |
| вірменська | 1         | 0.23%    |
| румунська  | 1         | 0.23%    |
| Усього     | 437       | 100%     |

## Об'єкти соціальної сфери
- Школа І ст.